# Чорна Вода (Малопольське воєводство)
Чорна Вода (пол. Czarna Woda) — колишнє село на західній Лемківщині, тепер — частина села Явірки у ґміні Щавниця Новоторзького повіту Малопольського воєводства.
Розміщене в Малих Пенінах, в долині потоку Чорна Вода.

## Історія
Відомо про проживання пастухів на даній території у другій половині XIV ст. Польські історики абсурдно вважають те населення волоським під приводом оподаткування поселення у XVI ст. за волоським правом та ігнорують самоідентифікацію русинами тодішніх мешканців. Ці русини (відомі як лемки) надалі існували зі скотарства, але також почали корчувати ліси для землеробства.
В 1600 році Чорна Вода відповідно до угоди в переліку 25 гірських сіл перейшла від князів Острозьких до князів Любомирських.
Станом на 1930-і роки довколишні лемківські села сполонізувались, відтак Чорна Вода опинилась на острівці з кількох сіл, якого науковці згодом назвали Шляхтовська Русь.
У 1939 році в селі проживало 360 мешканців (усі — українці). До 1945 р. в селі була греко-католицька громада парафії Явірки Мушинського деканату.

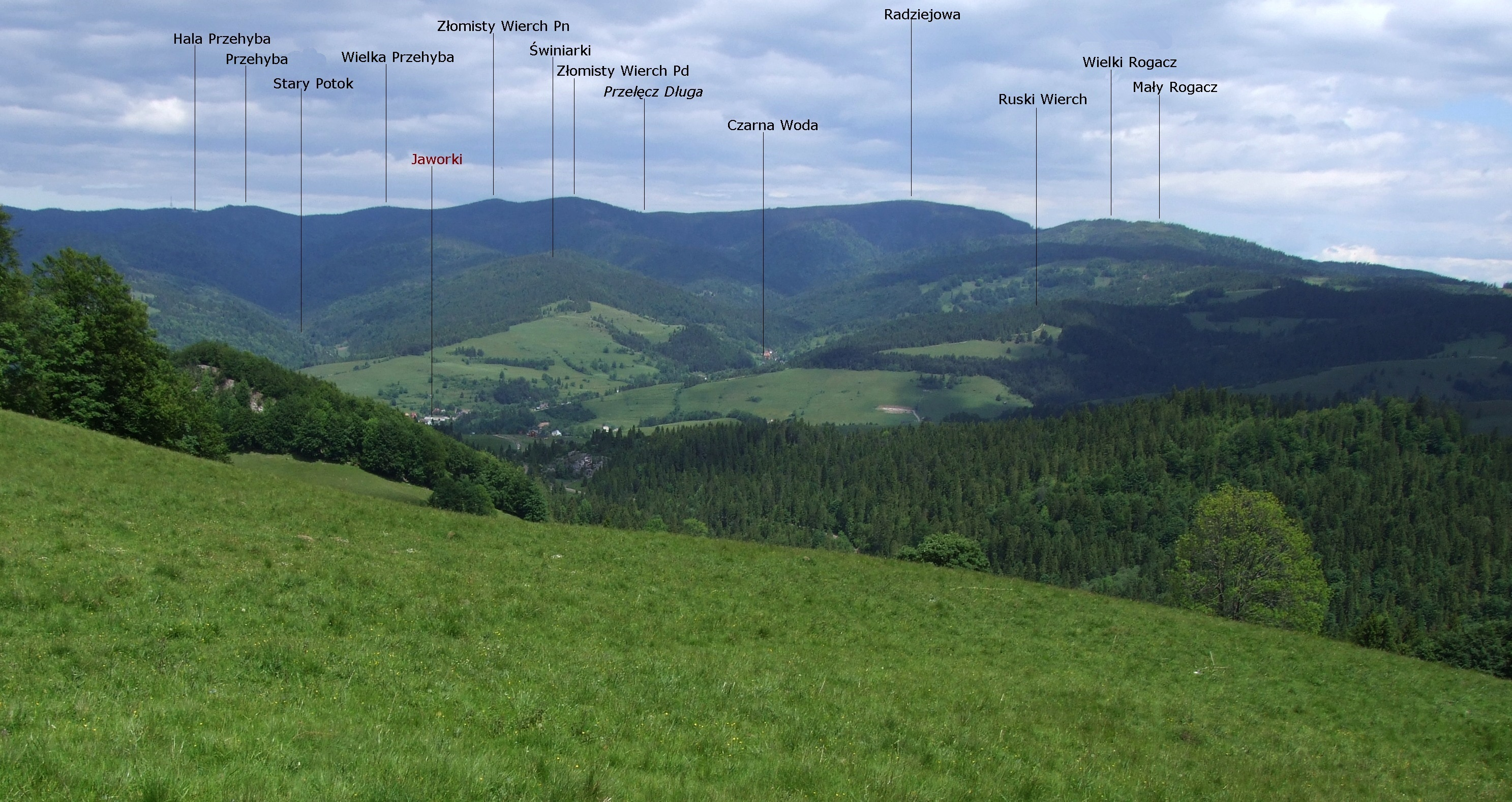
Долина Чорної Води

Місцеві жителі відмовились від виселення в СРСР в 1945 році. 12 липня 1947 р. було депортовано на понімецькі землі Польщі 473 лемки, в жовтні того ж року в селі було заарештовано й кинуто в концтабір «Явожно» 5 лемків, які уникли депортації чи повернулися з місць заслання, а через три роки 14-22.04.1950 було депортовано 34 родини (103 особи) до Щецінського воєводства, а будівлі спалені. Можна ще знайти фундаменти хат, рештки підмурівків і здичілі плодові дерева. Після депортації українців село заселялося поляками зі Спишу і Підгалля.
У 2008 році територія виведена з підпорядкування міста Щавниця і включена у село Явірки як його частина.
Входить до найзахіднішої ділянки суцільної української етнічної території.